# Trisecus armatus
Trisecus armatus är en insektsart som beskrevs av Woodward 1968. Trisecus armatus ingår i släktet Trisecus och familjen Idiostolidae. Inga underarter finns listade i Catalogue of Life.